# Jineiry Martínez
Jineiry Martínez (Santo Domingo, 3 de dezembro de 1997) é uma voleibolista indoor dominicana, que atua na posição de central.

## Carreira
Jineiry é filha de Juan Doñe, falecido em 2008, e de Agripina Martínez, esta defendeu  o pais na função de gerente desportiva das categorias de base da seleção dominicana de voleibol,  que a dirigiu juntamente com sua irmã Brayelin Martínez; também é irmã  do ex-beisebolista e atualmente basquetebolista Brayan Martínez, ; outro destaque na família é o primo Jack Michael Martínez, este foi ex-basquetebolista, assim como o tio Soterio Ramírez que se tornou Vice-Ministro dos Esportes.
Pela seleção dominicana atuou na edição do Campeonato High Performance na categoria juvenil de 2012 e conquistou a medalha de prata,depois disputou do Campeonato NORCECA Infantojuvenil de 2012 sediado em Tijuana quando conquistou a medalha de prata, e no mesmo ano conquistou a medalha de ouro no Campeonato NORCECA Juvenil realizado em Manágua qualificando o país para a edição do Campeonato Mundial Juvenil do ano seguinte;.
Representou seu país na edição da Copa Pan-Americana Infantojuvenil de 2013 realizada na Cidade da Guatemala, finalizando com a medalha de bronze., época que estava vinculada ao Mirador de Santo Domingo.Disputou pela seleção a edição da Copa Pan-Americana Juvenil de 2013 celebrada em Havana, ocasião da conquista da medalha de prata.e neste ano pela seleção dominicana juvenil disputou a edição da Copa Baixa Califórnia sagrando-se campeã na oportunidade;competiu ainda o Campeonato Mundial Juvenil de  2013 na cidade de Brno e vestindo novamente a camisa#1alcançando a oitava colocação finale também participou do Campeonato Mundial Infantojuvenil no mesmo ano, este sediado em Nakhon Ratchasima na qual terminou na oitava posição.
Com elenco principal dominicano disputou o Grand Prix de 2013 com a camisa #13encerrando na décima colocação,, sagrou-se também em 2013, vice-campeã no Campeonato Mundial Sub-23 também em 2013 celebrado na cidade de Tijuana.
Ao lado de sua irmã Brayelin atuaram juntas no Playeras de Boca Chica  conquistou o título da quinta edição do Torneio de Voleibol Superior da Província de Santiago de 2014. Serviu a seleção dominicana na edição do Campeonato NORCECA Juvenil de 2014 realizado  na Cidade da Guatemala ocasião que finalizou com o terceiro lugar..
Serviu a seleção na edição da Copa Pan-Americana Sub-23 realizada nas cidades de Ica e Chincha Alta em 2014, conquistando o título e sendo premiada como a segunda melhor central do torneio.No ano seguinte, serviu a seleção dominicana na Copa Pan-Americana Juvenil sediada em Santo Domingo e foi premiada como a segunda melhor central do torneio, qualificando o país para o Mundial Sub-23 de 2015.
Participou pela seleção dominicana da edição do Montreux Volley Masters em 2015 e obteve o quinto lugar, mais a diante disputou o Torneio Pré-Copa do Mundo de 2015 em Havana, quadrangular qualificatório, e ao final conquistou a medalha de ouro e a vaga na correspondente Copa do Mundo do Japão; também disputou a Copa Pan-Americana de 2015 realizada nas cidades de Lima e Callao e conquistou o vice-campeonato obtendo a qualificação para o Grand Prix de 2016, e disputou a edição dos Jogos Pan-Americanos de Toronto em 2015obtendo a medalha de bronze; depois seguiu com o elenco da seleção dominicana para disputar o Campeonato Mundial Sub-23 sediado em Ankara obtendo a medalha de bronze.
Ainda em 2015  atuou pelo Mirador de Santo Domingo na edição do Campeonato Mundial de Clubes em Zurique terminando na quinta posiçãoe no mesmo ano disputou pela seleção dominicana a edição do Campeonato Mundial Juvenil em várias cidades de Porto Ricoconquistando a medalha de ouro inédita para seu pais.E também competiu pela seleção adulta na edição do Campeonato NORCECA de 2015 celebrado em Michoacan conquistou o vice-campeonato. e disputou a Copa do Mundo do Japão de 2015 e finalizando na sétima colocação.Na temporada 2015-16 reforçou o time frances Entente Sportive Le Cannet-Rocheville sendo semifinalista na Copa da França e terminando na sétima posição na Liga A Francesa, e na Liga dos Campeões da Europa correspondente não avançou na fase de grupos.
Pela seleção dominicana representou em mais uma edição da Copa Pan-Americana em 2016 celebrada em Santo Domingo obtendo a medalha de ouro,neste mesmo ano tornou-se campeã na edição da Copa Pan-Americana Sub-23 nas cidades peruanas de  Lima e San Vicente de Cañete.No ano de 2016 ainda disputou pela seleção dominicana o Torneio Pré-Olímpico NORCECA realizado em Lincoln finalizando com o vice-campeonato e com chances de obter a vaga no Pré-Olímpico Mundial I, e na referida nova chance de classificação olímpica terminou na sexta posição.
Pela seleção dominicana conquistou o vice-campeonato na Copa Pan-Americana de 2017 sediada nas cidades de Lima e San Vicente de Cañete.Foi porta-bandeira na edição dos Jogos  Bolivarianos  de 2017 realizados em Santa Martaobtendo a medalha de ouro.Disputou a edição do Campeonato NORCECA de 2017 no Grupo A que serviu como qualificatórias para a edição do Campeonato Mundial do Japão de 2018, obtendo a vaga e vencendo o quadrangular.Também disputou a última edição do Grand Prix em 2017 (Grupo I)  finalizando no oitavo posto geral.Na temporada de 2017-18 foi contratada pelo Guerreras Volleyball Club e foi terceira colocada na Liga Superior Dominicana, terminando na quarta posição na temporada 2018-19.
Voltou a defender a seleção dominicana  na edição do Copa Pan-Americana Sub-23 de 2018 realizada em Lima, ocasião que alcançou o tetracampeonato consecutivo e foi eleita a primeira melhor central do torneio e também com elenco principal na estreia do Liga das Nações (VNL) em 2018, que passou a ser  o torneio sucessor do extinto Grand Prix,encerrando na décima quarta colocação na conquista do vice-campeonato da Copa Pan-Americana sediada em Santo Domingoe foi convocada para disputar o Mundial de 2018 no Japão. e terminou na nona colocação nesta edição.
Na jornada de 2018-19 foi contratada pelo time turco do Aydin BBSK onde jogou também com sua irmã Brayelinconquistando a medalha de prata na edição da Challeng Cup, encerrando na décima posição da Liga A Turca.Em 2019 sagrou-se campeã do Campeonato NORCECA realizado em San Juan e no mesmo ano obteve o ouro nos Jogos Pan-Americanos de Lima, premiada como a melhor central da edição.
Na temporada 2020-21 foi anunciada pelo Dentil/Praia Clube, novamente atuando com sua irmã Brayelin, sagrando-se vice-campeã mineira, campeã do Troféu Super Vôlei , campeã da Supercopa Brasileira, vice-campeã da Copa Brasil e também da Superliga Brasileira A, quando na série final sofreu contusão.

## Títulos e resultados
- Torneio Pré-Olímpico NORCECA:2020
- Torneio Pré-Olímpico NORCECA:2016[45]
- Torneio Pré-Copa do Mundo NORCECA:2015[27]
- Torneio Pré-Mundial NORCECA:2017[52]
- Copa dos Campeões da NORCECA:2019
- Grand Prix  (Grupo II):2016
- Superliga Brasileira A:2022-23
- Superliga Brasileira A:2020-21
- Copa Brasil:2021 e 2023
- Copa Brasil:2022
- Supercopa Brasileira:2020 e 2021
- Troféu Super Vôlei:2020
- Campeonato Mineiro:2021
- Campeonato Mineiro:2022
- Liga A Dominicano:2018
- Liga A Dominicano:2019
- Torneio Superior da Província de Santiago (República Dominicana):2014[25]

## Prêmios individuais
- MVP dos Jogos Centro-Americanos e do Caribe de 2023
- 1a Melhor Central dos Jogos Centro-Americanos e do Caribe de 2023
- 1a Melhor Central do Campeonato Sul-Americano de Clubes Feminino de 2023
- 1a Melhor Central dos Jogos Pan-Americanos de 2019
- 1a Melhor Central da Copa Pan-Americana Sub-23 de 2018
- 2a Melhor Central da Copa Pan-Americana Juvenil de 2015[28]
- 2a Melhor Central da Copa Pan-Americana Sub-23 de 2014[27]